# Petersbach (Bas-Rhin)
Petersbach ist eine französische Gemeinde mit 669 Einwohnern (Stand 1. Januar 2021) im Département Bas-Rhin in der Europäischen Gebietskörperschaft Elsass und in der Region Grand Est.

## Geographie
Die Gemeinde liegt im Biosphärenreservat Pfälzerwald-Vosges du Nord. Die Nachbargemeinden sind Struth im Norden, La Petite-Pierre im Südosten, Lohr und Ottwiller im Südwesten und Asswiller im Westen.

## Geschichte
Von 1871 bis zum Ende des Ersten Weltkrieges gehörte Petersbach als Teil des Reichslandes Elsaß-Lothringen zum Deutschen Reich und war dem Kreis Zabern im Bezirk Unterelsaß zugeordnet.

## Bevölkerungsentwicklung
| 1910 | 1962 | 1968 | 1975 | 1982 | 1990 | 1999 | 2006 | 2012 | 2014 |
| ---- | ---- | ---- | ---- | ---- | ---- | ---- | ---- | ---- | ---- |
| 873  | 703  | 704  | 740  | 793  | 725  | 694  | 709  | 666  | 649  |

5

## Wirtschaft
In Petersbach befindet sich der Hauptsitz der GCF-Gruppe, die der größte Weinerzeuger Europas ist.